# Félix Loustau
Félix Loustau (* 25. Dezember 1922 in Avellaneda, Provinz Buenos Aires; † 5. Januar 2003 in Buenos Aires) war ein argentinischer Fußballspieler. Mit der argentinischen Fußballnationalmannschaft gewann er drei Mal die Copa América. Auf Vereinsebene war er bei River Plate Teil der legendären Máquina, einer der herausragenden Vereinsformationen der Fußballgeschichte, und gewann mit dem Klub insgesamt acht Meisterschaften.
Loustau war bekannt für seine Schnelligkeit und Dribbelstärke. Wegen seiner Äußerlichkeit und seines eigenwilligen Stils beim Dribbling trug er den Spitznamen „Chaplin“, in Anlehnung an den Schauspieler Charlie Chaplin. Der linksfüßige Stürmer spielte präzise Pässe und hatte einen platzierten Schuss. Noch heute wird er vielfach als der beste Linksaußen der argentinischen Fußballgeschichte angesehen.

## Laufbahn
In seiner Jugend machte Loustau seine ersten fußballerischen Gehversuche bei den örtlichen Klubs CA Defensores de Belgrano und Sportivo Brandsen, ehe er sich dem Racing Club, ebenfalls in seinem Heimatviertel Avellaneda beheimatet, anschloss. Noch in der Jugendmannschaft von Racing erregte er als 17-Jähriger die Aufmerksamkeit von River Plate. Um einen direkten Handel zwischen den beiden Großvereinen zu umgehen, spielte Loustau zweimal für Sportivo Dock Sud, ehe er sich den Millonarios, wie River auch genannt wird, anschloss und wo er über 15 Jahre hinweg große Erfolge feiern sollte.

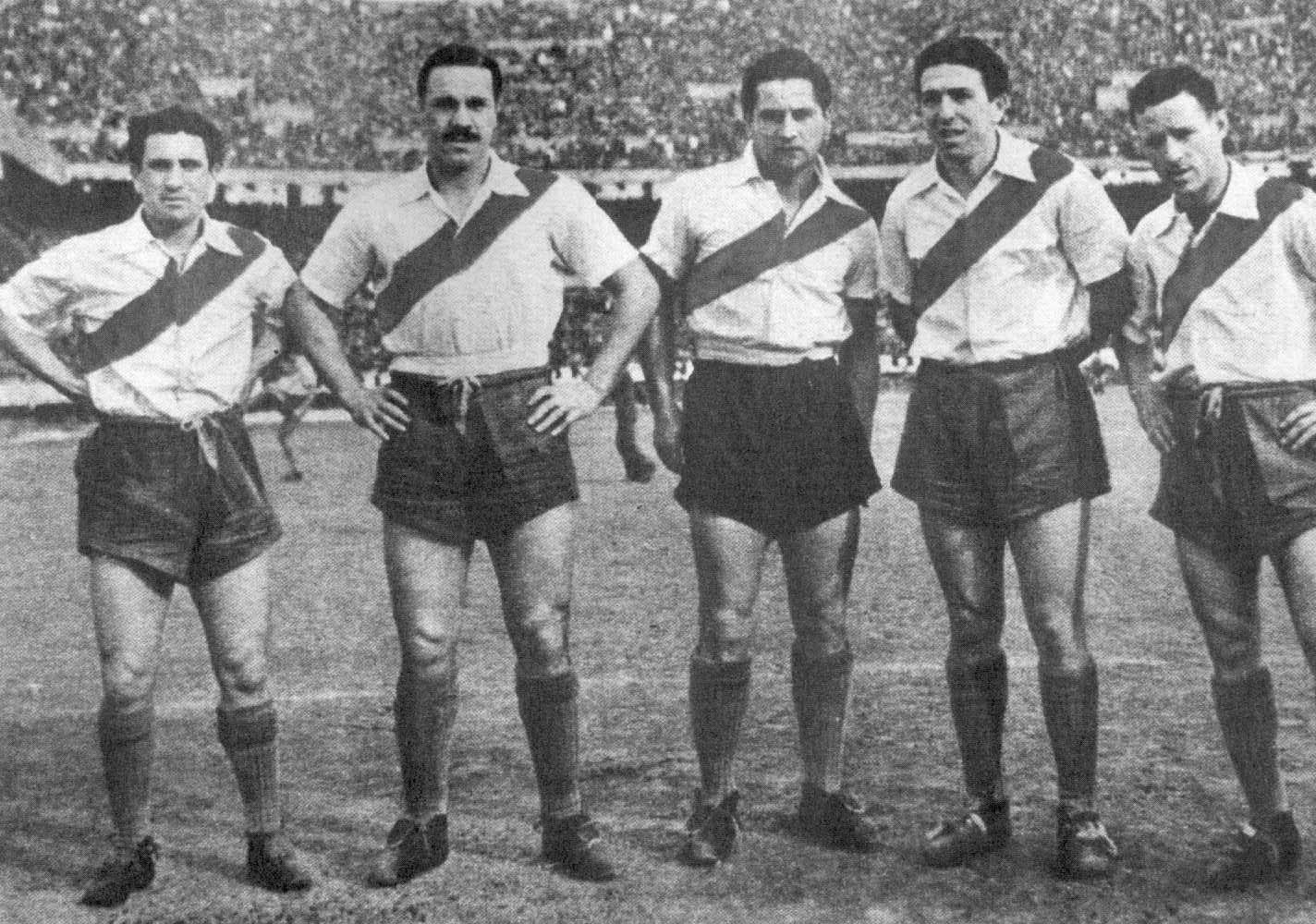
Die legendäre Máquina: Juan C. Muñoz, José M. Moreno, Adolfo Pedernera, Angel Labruna und Félix Lousteau

Spielte er bei Racing noch in der Defensive, so wurde bei River rasch sein Talent als Stürmer erkannt. Er debütierte mit der Kampfmannschaft am 28. Juni 1942 im Estadio Monumental im Spiel gegen Platense und sollte noch im selben Jahr seine erste Meisterschaft mit River feiern.
Er entwickelte sich schon sehr bald neben Adolfo Pedernera, José Manuel Moreno, Angel Labruna und Juan Carlos Muñoz zu einem Teil der Máquina, der Maschine, wie die außergewöhnlich spielstarke, den argentinischen Fußball jener Jahre dominierende Mannschaft von River Plate genannt wurde. Bis 1957 sollten noch sieben weitere Meisterschaften folgen. Loustau trug dazu unter anderem mit insgesamt 101 Toren in 365 Spielen bei.
Nach der Meisterschaft von 1957 wechselte Loustau noch einmal kurz zu Estudiantes de La Plata, wo er 1958 im Alter von 35 Jahren seine Spielerlaufbahn beendete.

### Nationalmannschaft
1945 wurde Félix Loustau zum ersten Mal in die argentinische Nationalmannschaft berufen. Noch im selben Jahr gewann er mit der Albiceleste die Campeonato Sudamericano 1945 in Santiago de Chile. Große Sympathien erwarb er sich dabei, als er seinen nach einem Zweikampf verletzt am Boden liegenden Gegenspieler schulterte und zur Auslinie trug. Dies brachte ihm seinerzeit einen großen Sonderapplaus des Publikums ein.
In den folgenden beiden Jahren gelang ihm mit Argentinien die Titelverteidigung bei den Turnieren in Buenos Aires und im ecuadorianischen Guayaquil. Insgesamt trat Loustau bis 1952 27 Mal für Argentinien an und erzielte dabei 10 Tore.

## Spätere Jahre
Im Anschluss an seine Spielerkarriere arbeitete er als Trainer und wurde Professor an der Trainerschule des argentinischen Fußballverbandes.
Am 5. Januar 2003 verstarb Félix „Chaplin“ Loustau als vorletzter Überlebender der legendären Máquina in Buenos Aires im Alter von 80 Jahren infolge eines Herz- und Lungenversagens. Er wurde auf dem Friedhof von Avellaneda, dem Cementerio de Avellaneda beigesetzt.

## Erfolge
- Copa América: 1945, 1946, 1947
- Argentinischer Meister: 1942, 1945, 1947, 1952, 1953, 1955, 1956, 1957